# Plebejus italaegiades
Plebejus italaegiades är en fjärilsart som beskrevs av Ruggero Verity 1946. Plebejus italaegiades ingår i släktet Plebejus och familjen juvelvingar. Inga underarter finns listade i Catalogue of Life.